# 문유석

문유석(文裕晳, 서울특별시, 1969년 ~ )은 대한민국의 법률가이다. 2018년 jtbc에서 방영한 월화드라마 <미스 함무라비 (드라마)>의 극본을 맡았고, 이
드라마의 원작인 같은 제목의 소설(미스 함무라비)의 작가이기도 하다.

## 학력
- 1985년 ~ 1988년 : 경복고등학교 (1988년도 대입 학력고사 인문계 전국 수석)
- 1988년 ~ 1992년 : 서울대학교 법과대학 졸업 (법학사)
- 2006년 ~ 2007년 : 하버드대학교 로스쿨 졸업 (법학석사, LL.M)

## 경력
- 1994년 : 제36회 사법시험 합격
- 1995년 ~ 1997년 : 사법연수원 제26기 수료
- 1997년 ~ 1999년 : 서울중앙지방법원 판사
- 1999년 ~ 2001년 : 서울행정법원 판사
- 2001년 ~ 2004년 : 춘천지방법원 강릉지원 판사
- 2004년 ~ 2008년 : 서울중앙지방법원 파산부 판사
- 2008년 ~ 2010년 : 법원행정처 사법정책심의관, 정책담당관
- 2010년 ~ 2012년 : 서울고등법원 판사
- 2013년 2월 ~ 2016년 2월 : 인천지방법원 부장판사
- 2016년 2월 ~ 2018년 2월 : 서울동부지방법원 부장판사
- 2018년 2월 ~ 2020년 2월 : 서울중앙지방법원 부장판사

## 집필 작품
| 연도 | 제목          | 방송사 | 유형 | 연출   | 비고      |
| ---- | ------------- | ------ | ---- | ------ | --------- |
| 2018 | 미스 함무라비 | JTBC   | 월화 | 곽정환 | 첫 집필작 |
| 2021 | 악마판사      | tvN    | 토일 | 최정규 |           |

## 저서
- 《판사유감》. 21세기북스. 2014년. ISBN 9788950955199
- 《개인주의자 선언》. 문학동네. 2015년. ISBN 9788954637756
- 《미스 함무라비》. 문학동네. 2016년. ISBN 9788954643535